# Борисова Маргарита Василівна
Маргарита Василівна Бори́сова (7 липня 1922, Сіуч — 16 березня 2011, Сімферополь) — український графік; член Спілки художників України з 1950 року.

## Біографія
Народилася 7 липня 1922 року в селі Сіучі (тепер Бабаєвський район Вологодської області, Росія). 1950 року закінчила Інститут живопису, скульптури й архітектури імені І. Ю. Рєпіна Академії мистецтв СРСР в Ленінграді (викладачі Костянтин Рудаков, Михайло Таранов, Володимир Конашевич, Петро Івановський, Сергій Приселков).
Протягом 1950—1955 років викладала у Сімферопольському художньому училищі. Мешкала в Сімферополі, у будинку на вулиці Беспалова, 35, квартира 6. Померла в Сімферополі 16 березня 2011 року.

## Творчість
Працювала в галузі станкової та книжкової графіки в жанрах портрета, пейзажу та натюрморту. Ілюструвала книги:
- «Мій дорогий друг» Юрія Збанацького (1956;, Сімферополь);
- «Артек» Анаторія Мілявського (1952, Сімферополь);
- «У нас в Сосновке» Олександра Ніжури (1955, Сімферополь);
- «Лучше нет родного края» Платона Воронька (1957, Сімферополь);
- «Яшка» Василя Маковецького (1962, Сімферополь);
- «Новый отец» Олексія Фатєєва (1963, Сімферополь).

Авторка акварелей:
- «Черешня» (1957);
- «За уроками» (1960);
- «Ніночка» (1960);
- «Сестри» (1962);
- «Портрет ударниці комуністичної праці П. Аверіної» (1961);
- «Портрет ткачихи М. Жук» (1972).

Брала участь у республіканських виставках з 1957 року.
Роботи художниці зберігаються в Алуштинському літературно-меморіальному музеї С. М. Сергєєва-Ценського, у Севастопольському та Сімферопольському художніх музеях.